# Qualifications des épreuves de karaté aux Jeux européens de 2015
Il y a un total de 96 places qualificatives disponibles pour le karaté aux Jeux européens de 2015 : 48 pour les hommes et 48 pour les femmes. Huit athlètes sont en compétition dans chacun des 12 événements. Chaque nation peut qualifier un maximum de 12 concurrents, un dans chaque catégorie de poids. Le pays hôte, l'Azerbaïdjan, est également autorisé à inscrire un athlète dans chaque catégorie de poids.

## Pays qualifiés
| CNO               | Hommes | Hommes | Hommes | Hommes | Hommes | Hommes | Femmes | Femmes | Femmes | Femmes | Femmes | Femmes | Total |
| CNO               | 60 kg  | 67 kg  | 75 kg  | 84 kg  | +84 kg | Kata   | 50 kg  | 55 kg  | 61 kg  | 68 kg  | +68 kg | Kata   | Total |
| ----------------- | ------ | ------ | ------ | ------ | ------ | ------ | ------ | ------ | ------ | ------ | ------ | ------ | ----- |
| Allemagne         |        | X      | X      |        | X      |        | X      |        |        |        |        | X      | 5     |
| Autriche          |        |        |        |        |        |        | X      |        |        | X      |        |        | 2     |
| Azerbaïdjan       | X      | X      | X      | X      | X      | X      | X      | X      | X      | X      | X      | X      | 12    |
| Croatie           |        | X      |        |        |        |        | X      | X      | X      |        | X      | X      | 6     |
| Danemark          |        |        |        |        |        | X      |        |        |        |        |        |        | 1     |
| Espagne           | X      | X      |        |        |        | X      |        | X      | X      | X      |        | X      | 7     |
| Finlande          |        |        |        |        |        | X      |        |        |        |        | X      |        | 2     |
| France            | X      | X      | X      | X      |        | X      | X      | X      | X      |        | X      | X      | 10    |
| Grèce             |        |        |        | X      | X      |        |        |        |        | X      |        |        | 3     |
| Hongrie           |        | X      |        |        |        |        |        |        |        |        |        |        | 1     |
| Italie            | X      |        | X      | X      |        | X      |        |        |        |        |        |        | 4     |
| Kosovo            |        |        |        | X      |        |        |        |        |        |        |        |        | 1     |
| Lettonie          |        |        | X      |        |        |        |        |        |        |        |        |        | 1     |
| Luxembourg        |        |        |        |        |        |        |        | X      |        |        |        |        | 1     |
| Macédoine du Nord | X      |        |        |        | X      |        |        |        |        |        |        |        | 2     |
| Monténégro        |        |        |        |        |        |        |        |        |        | X      |        |        | 1     |
| Portugal          |        |        |        |        | X      |        |        |        |        |        |        |        | 1     |
| Tchéquie          |        |        |        |        |        |        |        |        |        |        |        | X      | 1     |
| Russie            | X      |        |        |        |        |        |        |        |        |        | X      |        | 2     |
| Serbie            | X      |        |        |        | X      |        |        | X      |        |        |        |        | 3     |
| Slovaquie         |        |        |        |        |        |        |        |        | X      |        |        |        | 1     |
| Slovénie          |        |        |        |        |        |        |        |        | X      |        |        |        | 1     |
| Suède             |        |        |        |        |        |        |        |        |        |        | X      |        | 1     |
| Suisse            |        |        |        |        |        |        |        |        |        | X      |        |        | 1     |
| Turquie           |        | X      | X      | X      | X      | X      | X      | X      | X      | X      | X      | X      | 11    |
| Ukraine           |        |        | X      | X      |        |        | X      |        |        |        |        |        | 3     |
| 26 pays           | 7      | 7      | 7      | 7      | 7      | 7      | 7      | 7      | 7      | 7      | 7      | 7      | 84    |

## Période de qualification
| Épreuve                              | Date            | Lieu     |
| ------------------------------------ | --------------- | -------- |
| Championnats d'Europe de karaté 2015 | 19-22 mars 2015 | Istanbul |
| Allocation des quotas restant        | 24 mars 2015    |          |

## Hommes

### 60 kg
| Mode de qualification     | Total places | Athlètes qualifiés |
| ------------------------- | ------------ | --- |
| Pays organisateur         | 1            | Azerbaïdjan |
| Championnats d’Europe     | 6            | Luca Maresca (ITA) Sofiane Agoudjil (FRA) Evgeny Plakhutin (RUS) Marko Antic (SRB) Matías Gómez García (ESP) Emil Pavlov (MKD) |
| Place pour l’universalité | 1            | |
| Total                     | 8            | |

### 67 kg
| Mode de qualification     | Total places | Athlètes qualifiés |
| ------------------------- | ------------ | --- |
| Pays organisateur         | 1            | Niyazi Aliyev (AZE) |
| Championnats d’Europe     | 6            | Burak Uygur (TUR) Danil Domdjoni (CRO) Martial Tadissi Yves (HUN) Steven Da Costa (FRA) Manuel Rasero Ruiz (ESP) Ricardo Giegler (GER) |
| Place pour l’universalité | 1            | |
| Total                     | 8            | |

### 75 kg
| Mode de qualification     | Total places | Athlètes qualifiés |
| ------------------------- | ------------ | --- |
| Pays organisateur         | 1            | Rafael Aghayev (AZE)                                                                                                   |
| Championnats d’Europe     | 6            | Noah Bitsch (GER) Logan Da Costa (FRA) Ruslans Sadikovs (LAT) Luigi Busa (ITA) Erman Eltemur (TUR) Illya Nikulin (UKR) |
| Place pour l’universalité | 1            | |
| Total                     | 8            | |

### 84 kg
| Mode de qualification     | Total places | Athlètes qualifiés |
| ------------------------- | ------------ | --- |
| Pays organisateur         | 1            | Aykhan Mamayev (AZE) |
| Championnats d’Europe     | 6            | Nello Maestri (ITA) Kenji Grillon (FRA) Alvin Karaqi (KOS) Ugur Aktas (TUR) Geórgios Tzános (GRE) Yaroslav Horuna (UKR) |
| Place pour l’universalité | 1            | |
| Total                     | 8            | |

### +84 kg
| Mode de qualification     | Total places | Athlètes qualifiés |
| ------------------------- | ------------ | --- |
| Pays organisateur         | 1            | Azerbaïdjan |
| Championnats d’Europe     | 6            | Slobodan Bitevic (SRB) Enes Erkan (TUR) Felipe Reis (POR) Martin Nestorovski (MKD) Spyridon Margaritopoulos (GRE) Jonathan Horne (GER) |
| Place pour l’universalité | 1            | |
| Total                     | 8            | |

### Kata
| Mode de qualification     | Total places | Athlètes qualifiés |
| ------------------------- | ------------ | --- |
| Pays organisateur         | 1            | Tural Baljanli (AZE) |
| Championnats d’Europe     | 6            | Hugo Quintero Capdevilla (ESP) Mehmet Yakan (TUR) Christopher Rohde (DEN) Mattia Busato (ITA) Minh Dack vu Duc (FRA) Pasi Hirvonen (FIN) |
| Place pour l’universalité | 1            | |
| Total                     | 8            | |

## Femmes

### 50 kg
| Mode de qualification     | Total places | Athlètes qualifiés |
| ------------------------- | ------------ | --- |
| Pays organisateur         | 1            | Azerbaïdjan |
| Championnats d’Europe     | 6            | Bettina Plank (AUT) Alexandra Recchia (FRA) Duygu Bugur (GER) Monika Berulec (CRO) Serap Ozcelik (TUR) Kateryna Kryva (UKR) |
| Place pour l’universalité | 1            | |
| Total                     | 8            | |

### 55 kg
| Mode de qualification     | Total places | Athlètes qualifiés |
| ------------------------- | ------------ | --- |
| Pays organisateur         | 1            | Azerbaïdjan |
| Championnats d’Europe     | 6            | Emily Thouy (FRA) Tuba Yakan (TUR) Branka Arandjelovic (SRB) Jennifer Warling (LUX) Christina Ferrer Garcia (ESP) Jelena Kovacevic (CRO) |
| Place pour l’universalité | 1            | |
| Total                     | 8            | |

### 61 kg
| Mode de qualification     | Total places | Athlètes qualifiés |
| ------------------------- | ------------ | --- |
| Pays organisateur         | 1            | Azerbaïdjan |
| Championnats d’Europe     | 6            | Lucie Ignace (FRA) Ana Lenard (CRO) Merve Çoban (TUR) Ingrida Suchankova (SVK) Irene Colomar Costa (ESP) Tjasa Ristic (SVN) |
| Place pour l’universalité | 1            | |
| Total                     | 8            | |

### 68 kg
| Mode de qualification     | Total places | Athlètes qualifiés |
| ------------------------- | ------------ | --- |
| Pays organisateur         | 1            | Azerbaïdjan |
| Championnats d’Europe     | 6            | Elena Quirici (SUI) Alisa Buchinger (AUT) Hafsa Şeyda Burucu (TUR) Cristina Vizcaino Gonzalez (ESP) Vassilikí Panetsídou (GRE) Marina Rakovic (MNE) |
| Place pour l’universalité | 1            | |
| Total                     | 8            | |

### +68 kg
| Mode de qualification     | Total places | Athlètes qualifiés |
| ------------------------- | ------------ | --- |
| Pays organisateur         | 1            | Azerbaïdjan |
| Championnats d’Europe     | 6            | Masa Martinovic (CRO) Meltem Hocaoglu (TUR) Ivanna Zaytseva (RUS) Helena Kuusisto (FIN) Hana Antunovic (SWE) Nadège Ait-Ibrahim (FRA) |
| Place pour l’universalité | 1            | |
| Total                     | 8            | |

### Kata
| Mode de qualification     | Total places | Athlètes qualifiés |
| ------------------------- | ------------ | --- |
| Pays organisateur         | 1            | Azerbaïdjan |
| Championnats d’Europe     | 6            | Dilara Bozan (TUR) Sandra Sanchez Jaime (ESP) Sandy Scordo (FRA) Jasmin Bleul (GER) Vlatka Kiuk (CRO) Veronika Miskova (CZE) |
| Place pour l’universalité | 1            | |
| Total                     | 8            | |